# Diachasmimorpha hildagensis
Diachasmimorpha hildagensis är en stekelart som först beskrevs av Fischer 1964.  Diachasmimorpha hildagensis ingår i släktet Diachasmimorpha och familjen bracksteklar. Inga underarter finns listade i Catalogue of Life.